# ریبسالبس
ریبسالبس (به اسپانیایی: Ribesalbes) یک دهستان در اسپانیا است که در Plana Baixa واقع شده‌است. ریبسالبس ۸٫۶ کیلومتر مربع مساحت و ۱٬۳۱۷ نفر جمعیت دارد و ۱۷۲ متر بالاتر از سطح دریا واقع شده‌است.